# Yamada Tomoki
Tomoki Yamada (sinh ngày 13 tháng 1 năm 1979) là một cầu thủ bóng đá người Nhật Bản.

## Sự nghiệp câu lạc bộ
Tomoki Yamada đã từng chơi cho Júbilo Iwata.